# Diocesi di Hamilton
La diocesi di Hamilton (in latino Dioecesis Hamiltonensis) è una sede della Chiesa cattolica in Canada suffraganea dell'arcidiocesi di Toronto. Nel 2021 contava 665.276 battezzati su 2.379.760 abitanti. È retta dal vescovo David Douglas Crosby, O.M.I.

## Territorio
La diocesi comprende le seguenti contee della provincia dell'Ontario, in Canada: Brant, Bruce, Grey, Halton, Waterloo, Wellington e Wentworth e parte della contea di Dufferin.
Sede vescovile è la città di Hamilton, dove si trova la cattedrale di Cristo Re (Christ the King), consacrata nel 1906.
Il territorio si estende su 16.824 km² ed è suddiviso in 118 parrocchie.

## Storia
La diocesi è stata eretta il 29 febbraio 1856 con il breve Dominici gregis di papa Pio IX, ricavandone il territorio dalla diocesi di Toronto (oggi arcidiocesi).
Originariamente suffraganea dell'arcidiocesi di Québec, il 18 marzo 1870 entrò a far parte della provincia ecclesiastica dell'arcidiocesi di Toronto.
Il 22 novembre 1958 ha ceduto una porzione del suo territorio a vantaggio dell'erezione della diocesi di Saint Catharines.

## Cronotassi dei vescovi
Si omettono i periodi di sede vacante non superiori ai 2 anni o non storicamente accertati.
- John Farrell † (29 febbraio 1856 - 26 settembre 1873 deceduto)
- Peter Francis Crinnon † (3 febbraio 1874 - 25 novembre 1882 deceduto)
- James Joseph Carbery, O.P. † (4 settembre 1883 - 17 dicembre 1887 deceduto)
- Thomas Joseph Dowling † (11 gennaio 1889 - 6 agosto 1924 deceduto)
- John Thomas McNally † (12 agosto 1924 - 17 febbraio 1937 nominato arcivescovo di Halifax)
- Joseph Francis Ryan † (16 agosto 1937 - 27 marzo 1973 ritirato)
- Paul Francis Reding † (14 settembre 1973 - 8 dicembre 1983 deceduto)
- Anthony Frederick Tonnos (2 maggio 1984 - 24 settembre 2010 ritirato)
- David Douglas Crosby, O.M.I., dal 24 settembre 2010

## Statistiche
La diocesi nel 2021 su una popolazione di 2.379.760 persone contava 665.276 battezzati, corrispondenti al 28,0% del totale.
| anno | popolazione | popolazione | popolazione | presbiteri | presbiteri | presbiteri | presbiteri                | diaconi | religiosi | religiosi | parrocchie |
| anno | battezzati  | totale      | %           | numero     | secolari   | regolari   | battezzati per presbitero | diaconi | uomini    | donne     | parrocchie |
| ---- | ----------- | ----------- | ----------- | ---------- | ---------- | ---------- | ------------------------- | ------- | --------- | --------- | ---------- |
| 1950 | 78.500      | 505.951     | 15,5        | 173        | 106        | 67         | 453                       |         | 49        | 591       | 107        |
| 1966 | 180.306     | 950.235     | 19,0        | 265        | 135        | 130        | 680                       |         | 130       | 678       | 102        |
| 1970 | 225.772     | 1.146.888   | 19,7        | 151        | 151        |            | 1.495                     |         | 21        | 664       | 106        |
| 1976 | 259.942     | 1.701.274   | 15,3        | 300        | 152        | 148        | 866                       |         | 193       | 593       | 113        |
| 1980 | 294.340     | 1.337.026   | 22,0        | 137        | 135        | 2          | 2.148                     |         | 38        | 552       | 119        |
| 1990 | 356.398     | 1.403.000   | 25,4        | 274        | 138        | 136        | 1.300                     | 1       | 167       | 426       | 123        |
| 1999 | 415.000     | 1.114.000   | 37,3        | 253        | 142        | 111        | 1.640                     | 1       | 136       | 338       | 125        |
| 2000 | 542.034     | 1.626.103   | 33,3        | 249        | 136        | 113        | 2.176                     | 1       | 134       | 338       | 125        |
| 2001 | 542.034     | 1.626.103   | 33,3        | 237        | 136        | 101        | 2.287                     | 2       | 120       | 322       | 120        |
| 2002 | 542.034     | 1.626.103   | 33,3        | 225        | 128        | 97         | 2.409                     | 2       | 111       | 322       | 120        |
| 2003 | 421.490     | 1.626.103   | 25,9        | 230        | 130        | 100        | 1.832                     |         | 114       | 293       | 120        |
| 2004 | 559.290     | 1.657.084   | 33,8        | 225        | 131        | 94         | 2.485                     | 5       | 105       | 293       | 121        |
| 2006 | 560.000     | 1.913.931   | 29,3        | 223        | 134        | 89         | 2.511                     | 5       | 100       | 269       | 121        |
| 2013 | 620.518     | 2.179.362   | 28,5        | 234        | 139        | 95         | 2.651                     | 37      | 114       | 173       | 124        |
| 2016 | 639.319     | 2.245.397   | 28,5        | 218        | 136        | 82         | 2.932                     | 40      | 92        | 189       | 122        |
| 2019 | 658.690     | 2.313.758   | 28,5        | 218        | 142        | 76         | 3.021                     | 49      | 86        | 197       | 146        |
| 2021 | 665.276     | 2.379.760   | 28,0        | 217        | 135        | 82         | 3.065                     | 48      | 90        | 164       | 118        |